# 島町 (常陸太田市)
島町（しまちょう）は、茨城県常陸太田市常陸太田地区の幸久地区にある町名。郵便番号は313-0047。なお、地名の「島」は異体字で「嶋」と表記することがあった。

## 地理
常陸太田市の南部に位置する。標高30m前後の台地である独立丘陵の上にある。この台地の上や山田川沿いには集落や畑が、台地の周りに広がる低地には水田が分布する。台地上やその周囲の斜面には針葉樹林も分布する。

### 河川
- 山田川（やまだがわ）
島町の東北部を通って流れる久慈川水系の一級河川。常陸太田市を流れる。

### 山
- 梵天山（ぼんてんさん[7]）
標高は40メートル[8]。前述の丘陵の最高点。後述の梵天山古墳の範囲内に山頂がある。

### 区域

#### 区域の変遷
- 1976年（昭和51年）
金砂郷村小島（現在の小島町にあたる）との間で境界変更。島町の一部が小島となり、小島の一部を島町に編入[9]。

#### 隣接する地区
| - 北 - 藤田町 - 東 - 上河合町 | - 南 - 粟原町 - 西 - 小島町 |

## 歴史
島町にある埋蔵文化財包蔵地については梵天山古墳群#文化財なども参照。

### 地名の由来
#志万郷を参照。

### 縄文時代
島町には縄文時代の遺跡である島遺跡がある。

### 古墳時代
島町のある丘陵全体には大部分が茨城県の史跡に指定されている梵天山古墳群がある。その主墳の梵天山古墳（墳丘長151m）は石岡市の舟塚山古墳（墳丘長186m）に次いで茨城県内第2位の大きさの前方後円墳である。梵天山古墳は、その規模から久慈川流域を支配した首長の墳墓と見られ、初代久自国造の船瀬足尼（ふなせのすくね）の墓と伝えられている大古墳である。詳細は当該項目を参照。

### 志万郷
志万郷はのちの島村・小島村（小島はもとは大島と表記していた）・粟原村・中野村・大方村・高柿村（以上の6村はそれぞれ現在の小島町・粟原町・中野町・大方町・高柿町にあたる）等の6村に当たる地域に古代にあった久慈郡の郷。平安期に見える。地名の志万は旧字体では志萬と表記する。
地名が「しま」である由来は、北方を山田川が南東流し、南方を久慈川が東流して南東で合流することで島のような地形となっていることである。

### 島村
島村はおおよそ現在の島町に当たる地域に近世にあった村。江戸期から1889年（明治22年）4月1日まであった。江戸時代には常陸国久慈郡に属していた。島村の西に隣接していた小島村（おおよそ現在の小島町に当たる）は往古島村から分村したものである。はじめ佐竹氏領だったが、慶長14年（1609年）からは（常陸）水戸藩領。

#### 広袤
『新編常陸国誌. 上』 548コマ目によって記載する。
- 東西 - 19町19間
- 南北 - 11町59間

#### 村高
- 水戸領郷高帳（寛永12年（1635年）） ⋯⋯ 725石余[9]
- 常陸国郷帳（元禄郷帳） ⋯⋯ 1161石6斗9升3合[14]
- 天保13年（1842年ごろ）の検地帳[13] ⋯⋯ 分米は1211石4斗2升7合（田畠は118町1反5畝19歩）
- 旧高旧領取調帳[15] ⋯⋯ 以下に領主が年貢徴収の基準とした見積生産高を記載する。
  - （常陸）水戸藩領分（旧水戸県） ⋯⋯ 1201石5斗2升6.001（約6）合
  - 寺社除地[注 1]
    - 鹿島日吉神社（#神社参照）除地（旧水戸県管下） ⋯⋯ 3石6斗6升4合
    - 宝金剛院（#寺院参照）除地（旧水戸県管下） ⋯⋯ 8石3斗5升1合

  - （計） ⋯⋯ 1213石5斗4升1.001（約1）合

#### 寺社
『新編常陸国誌. 上』 548コマ目や『新編常陸国誌. 下』 67コマ目には、島村の寺院として以下の二つが記載されている。なお、神社の記載はない。
- 八幡山本宮寺宝金剛院
真言宗。現在の梵天山性海寺宝金剛院（#寺院参照）。
- 補陀落山観音寺大音院
真言宗。もとは馬場村（のちの誉田村の一部。現在の常陸太田市馬場町に当たる。）にあり[16]、宝金剛院と同じく八幡宮（はちまんぐう[17]。馬場町574番地にある[17]。）の別当だった[16]。

#### 小名
『新編常陸国誌. 上』 548コマ目による小名。
- 東山
- 東島
- 塚[注 2]越
- 宮下町
- 岡町
- 御所[注 3]內[注 4]
- 馬塲[注 5]下

等。

### 島村の廃止とそれ以降
町村制の施行のための明治の大合併で島村は1889年（明治22年）に近隣4村と合併（新設合併）し、「島」という地名はその合併によってできた久慈郡幸久村の大字となった。その大字島には幸久村の村役場が置かれた（ただし幸久村役場所在地名を上河合とする資料もあり、現在幸久公民館があるのも上河合町である）。
その後幸久村は昭和の大合併において、近隣の5村とともに太田町に編入され、消滅。同日太田町は市政施行・改称して常陸太田市となり、旧島村の範囲はその常陸太田市の島町という町名となった。

### 沿革
- かつては久慈郡島村であった。
- 明治初年
この時点では島村は常陸水戸藩領であった。
- 1871年（明治4年）
  - 旧暦7月14日（1871年8月29日）

廃藩置県により島村は水戸県の管轄となる。
  - 旧暦11月14日（1871年12月25日）

第1次府県統合により島村は茨城県の管轄となる。
- 1878年（明治11年）12月2日
郡区町村編制法の茨城県での施行により、行政区画としての久慈郡が発足。
- 1889年（明治22年）
  - 3月31日

島村は上河合村・下河合村・藤田村・粟原村と合併して幸久村となり島村だった地域は幸久村大字島となる。
  - 4月1日

町村制施行により幸久村が発足。
- 1954年（昭和29年）7月15日
幸久村が佐都村・誉田村・機初村・西小沢村・佐竹村とともに太田町に編入、太田町が即日市制施行・改称し常陸太田市へ移行。幸久村は廃止となる。旧幸久村の大字島は常陸太田市島町となる。
- 1976年（昭和51年）
金砂郷村小島（現在の小島町にあたる）との間で境界変更。島町の一部が小島となり、小島の一部を島町に編入[9]。

### 町名の変遷
| 成立後             | 成立年月日                | 成立直前         |
| ------------------ | ------------------------- | ---------------- |
| （常陸太田市）島町 | 1954年（昭和29年）7月15日 | （幸久村）大字島 |

## 世帯数と人口など
2018年（平成30年）6月1日現在の世帯数と人口は以下の通りである。
| 町名 | 世帯数  | 人口  |
| ---- | ------- | ----- |
| 島町 | 121世帯 | 333人 |

島町の人口は以下のように推移している。
島町の人口の推移
| 2000年（平成12年）10月1日 | 404人 |  |
| 2005年（平成17年）10月1日 | 373人 |  |
| 2010年（平成22年）10月1日 | 357人 |  |
| 2015年（平成27年）10月1日 | 343人 |  |

島町の世帯数は以下のように推移している。
島町の世帯数の推移
| 2000年（平成12年）10月1日 | 121世帯 |  |
| 2005年（平成17年）10月1日 | 124世帯 |  |
| 2010年（平成22年）10月1日 | 132世帯 |  |
| 2015年（平成27年）10月1日 | 118世帯 |  |

### 戸数など
現在の島町にあたる地域の戸数などに関する記録は以下の通りである。
- 「水府志料」によれば、島村の戸数は91であった[9]。
- 『角川日本地名大辞典 8 茨城県』（486ページ）によれば、明治24年（1891年）の幸久村大字島の戸数は105、人口は642、厩は40であった。

## 施設

### 公民館
- 島町公民館

### 寺院
- 梵天山性海寺宝金剛院
高野山[21]真言宗豊山派[22]。本尊は大日如来[22]。境内裏に前述の梵天山古墳がある。旧除地[注 1]については#村高を参照。もとは馬場村（のちの誉田村の一部。現在の常陸太田市馬場町に当たる。）にあり[22]、八幡宮（はちまんぐう[17]。馬場町574番地にある[17]。）の別当だった[16]。旧称八幡山本宮寺宝金剛院[22]（真言宗。#寺社参照。）。明暦2年（1656年）に現在地に移動し、元禄年間（1688年-1704年）に現名に改称した[22]。

### 神社
- 鹿島日吉神社（かしまひよしじんじゃ[17]）
島町2235番地[17]に所在する。島町の鎮守[21]。旧除地[注 1]については#村高を参照。
- 梵天大権現
前述の梵天山古墳にある。梵天は仏教の守護神である天部の一柱であり、権現は日本の神々を仏教の仏（菩薩や天部なども含む）が仮の姿で現れたものとする本地垂迹思想による神号である。

## 交通

### 路線バス
- 茨城交通
  - 総合福祉会館～常陸太田駅～市役所～中野十文字線
    - 島町馬場下バス停
    - 鹿志村商店前バス停
    - 島町西バス停

### 道路
- 茨城県道166号和田上河合線 - 島町の北東端に接する県道。
- 茨城県道62号常陸那珂港山方線 - 島町の南西端に接する県道。

## 文化財
梵天山古墳群#文化財なども参照。

### 茨城県指定文化財
- 史跡
  - 梵天山古墳群（一部を除く[6]）

## 小字
- 『角川日本地名大辞典 8 茨城県』1447ページの記載により島町内の小字とその読みを記す。
- 上の#小名に記載したもの（旧字体・新字体や異体字といった字体の違いがあるものも含める）は読みを太字にした。ただし下表には「塚[注 2]越」がない代わりに「塚[注 2]越町」があり、「宮下町」がない代わりに「宮下」がある。
- 所々に誤字と見られる字（例：「鍛治」（正しくは「鍛冶」か））があるが、原典のままにしておいた。

| 小字名   | 読み               |
| -------- | ------------------ |
| 東新川戸 | ひがししんかわど   |
| 東嶋後   | とうじまうしろ     |
| 東山     | ひがしやま         |
| 東嶋前   | とうじままえ       |
| 東鍛治屋 | ひがしかじや       |
| 東島     | とうじま           |
| 西新川戸 | にししんかわと     |
| 松木下   | まつのきした       |
| 土取     | つちとり           |
| 六反町   | ろくたんまち       |
| 山下     | やまじた           |
| 根柄町   | ねがらまち         |
| 蛭町     | ひるまち           |
| 後谷     | うしろや           |
| 岩井崎   | いわいざき         |
| 五反田   | ごたんた           |
| 下五反田 | しまごたんた       |
| 松山     | まつやま           |
| 小鶴前   | こづるまえ         |
| 仲鞠子   | なかまりこ         |
| 上鞠子   | かみまりこ         |
| 上江幡   | かみえばた         |
| 行人塚   | ぎょうにんつか     |
| 下鞠子   | しもまりこ         |
| 東鞠子   | ひがしまりこ       |
| 谷原     | やはら             |
| 上高田   | かみたかだ         |
| 下高田   | しもたかだ         |
| 半溜     | はんため           |
| 東半溜   | ひがしはんため     |
| 大町     | おおまち           |
| 苅原     | かりはら           |
| 小祝町   | こいわいちょう     |
| 大師房   | だいしぼう         |
| 日渡     | ひわたし           |
| 山王町   | さんのうちょう     |
| 芳谷     | よしや             |
| 下苅原   | しもかりはら       |
| 象町     | ぞうまち           |
| 九反町   | くたのちょう       |
| 皿ノ子   | さらのこ           |
| 塚田町   | つかだまち         |
| 阿象町   | あぞうまち         |
| 木敷町   | きしきちょう       |
| 操町     | むくりまち         |
| 向大〆   | むこうおおしめ     |
| 舟越     | ふなこし           |
| 前大〆   | まえおおしめ       |
| 築田     | つくだ             |
| 神田     | じんでん           |
| 榎町     | えのきまち         |
| 蓬町     | よもぎまち         |
| 下蓬町   | しもよもぎまち     |
| 内証町   | ないしょまち       |
| 塚越前   | つかごしまえ       |
| 田里原   | たちつばら         |
| 竈内     | かまどうち         |
| 上川原   | かみがわら         |
| 西鍛冶屋 | にしがじや         |
| 塚越前東 | つかごしまえひがし |
| 塚越町   | つかごしちょう     |
| 宮下     | みやした           |
| 台山     | だいやま           |
| 岡町     | おかちょう         |
| 御所内   | ごしょうち         |
| 馬場下   | ばばじた           |
| 下神田   | しもじんでん       |